# Нялангъя
Нялангъя (устар. Нялан-Я) — река в России, протекает по Ханты-Мансийскому АО. Устье реки находится в 137 км по левому берегу реки Северная Сосьва. Длина реки составляет 78 км.

## Притоки
- Мартсоим (пр)
- Уоторсоим (пр)
- 29 км: Сохсъя (пр)
- 31 км: Мань-Нялангъя (лв)
- Нялангсоим (лв)
- Тосамсоим (пр)
- 62 км: Милсоим (пр)
- 65 км: Систамсоим (пр)
- Найтэмъя (пр)

## Данные водного реестра
По данным государственного водного реестра России относится к Нижнеобскому бассейновому округу, водохозяйственный участок реки — Северная Сосьва, речной подбассейн реки — Северная Сосьва. Речной бассейн реки — (Нижняя) Обь от впадения Иртыша.
Код объекта в государственном водном реестре — 15020200112115300028909.